# Галиція (Жалець)
Галиція (словен. Galicija) — поселення в общині Жалець, Савинський регіон, Словенія. 
Висота над рівнем моря: 330,6 м.